# 陳武公
陳武公（？—前781年），媯姓，名靈，為西周到春秋之間的諸侯國陳國君主之一，他為陳僖公兒子，承襲陳僖公擔任該國君主，在位期間為前796年－781年，共在位15年。他是陳國第8位君主。

## 家庭

### 父母
- 父：陳僖公

### 子女
- 長子，陳夷公
- 次子，陳平公